# Armistice du 30 mars 1798

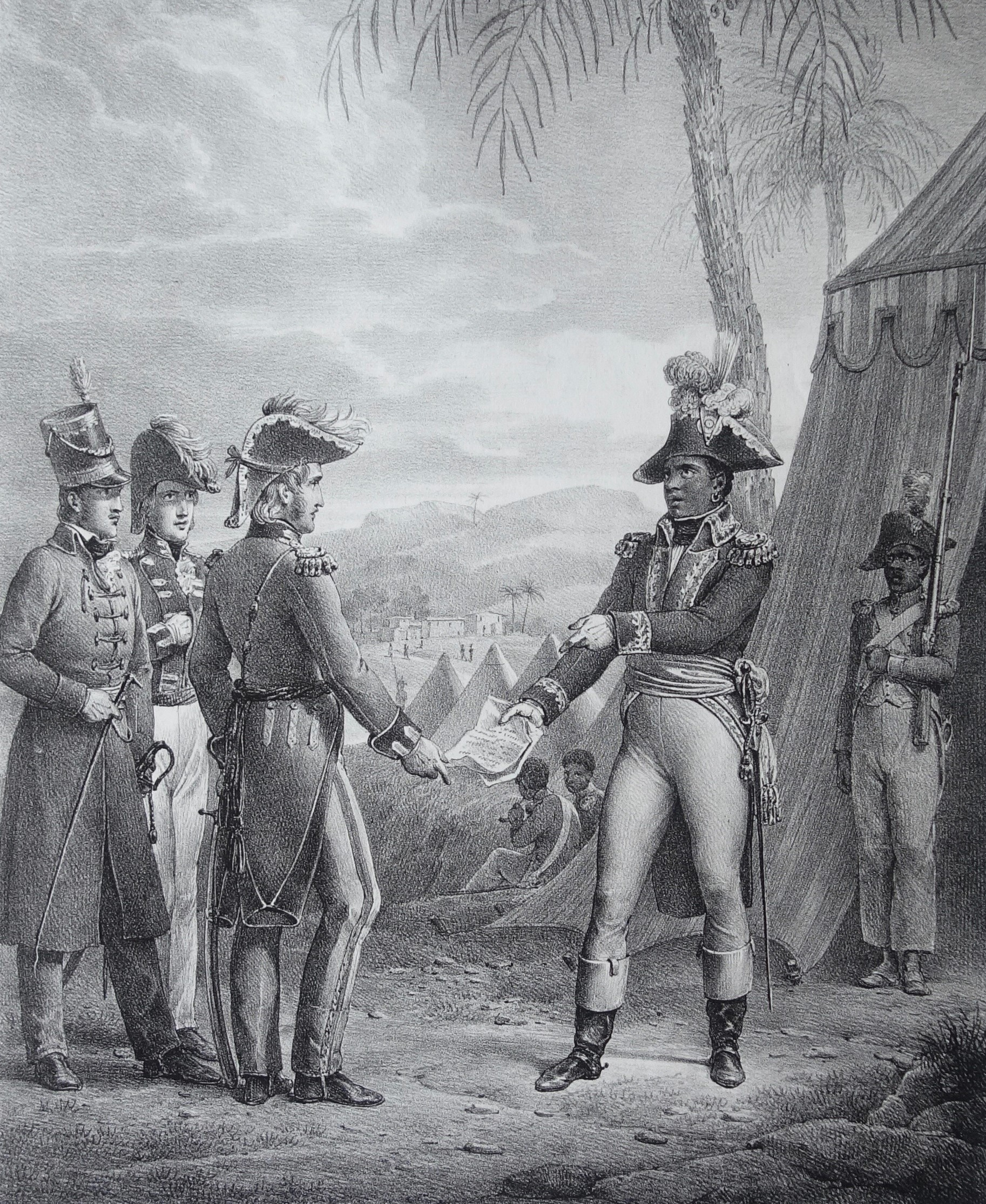
Le général Toussaint Louverture recevant un général anglais.

L'armistice du 30 mars 1798 permit à Toussaint Louverture de régler les détails de la retraite de l'armée anglaise de Saint-Domingue, avant l'entrée triomphale du général noir et de son armée d'ex-esclaves dans Port-au-Prince le 16 mai 1798. L'armistice avait pour objectif les négociations par lesquelles il fut décidé que les Anglais quitteraient leur dernier bastion du nord du pays, le Môle-Saint-Nicolas, le 31 août 1798.
Cinq mois plus tard, jour pour jour, comme prévu, le 31 août 1798, les Britanniques abandonnaient Saint-Domingue à la victoire de Toussaint Louverture, qui devra cependant se retourner vers un autre front, au sud, où l'ex-général français Rigaud a rassemblé une armée de mulâtres avec l'aide de planteurs français, pour le combattre.
L'armistice met fin à une guerre de libération qui a fait plus de 10 000 morts et a duré quatre ans : depuis le 19 février 1793, et le traité de Whitehall, les Anglais profitaient de la lucrative fiscalité sur les plantations de sucre de Saint-Domingue, tandis que depuis le 5 mai 1794 Toussaint Louverture avait lancé une offensive.
L'armistice fut signé avec le général anglais Thomas Maitland, seulement trois jours après l'arrivée, le 27 mars 1798, de Hédouville, envoyé du directoire, qui doit repartir dès le 23 octobre de la même année, qui avait pour mission d'inciter discrètement Toussaint Louverture à engager son armée dans l'attaque de la Jamaïque et des États-Unis, ce que ce dernier se gardera bien d'effectuer, pour éviter de perdre tout crédit et une partie de son armée. Au contraire, le général noir se rapprochera du général anglais Thomas Maitland pour l'inciter lui aussi à faire du commerce.
L'armistice du 30 mars 1798 a été signé peu après l'arrivée début mars 1798 du jeune général Thomas Maitland à la tête de l'armée anglaise, qui a reçu pour instruction de limiter les pertes anglaises, d'autant que le mois de mars 1798 voit une vague de désertions chez les Noirs enrôlés par les troupes anglaises, qui perdent plusieurs forts.
Dès la mi-1798, le secrétaire d'État américain Timothy Pickering confirme que les États-Unis accepteraient la reprise des relations commerciales en cas de victoire de Toussaint Louverture, scénario devenu alors très probable, et en novembre 1798 Toussaint Louverture envoie Joseph Bunuel rencontrer les principaux marchands de Philadelphie pour négocier la reprise des affaires, tandis que l'État américain s'est donné les moyens de reconstruire une marine de guerre, afin d'écarter les français installés à Cuba, parmi lesquels Pierre et Jean Lafitte, qui alimenteront la piraterie des années 1800 dans la Caraïbe.
le 13 juin 1799, le docteur Edward Stevens, nommé officiellement consul général des États-Unis en avril 1799, signe la convention commerciale tripartite de 1799, associant anglais, américains et haïtiens.
L'arrivée à Cuba de réfugiés de Saint-Domingue après l'armistice du 30 mars 1798 en voit beaucoup devenir corsaires lors de la quasi-guerre, ce qui donne un premier coup de fouet au trafic commercial à Cuba comme le montrent les valeurs produites par le port de Santiago de Cuba entre 1797 et 1801, une partie venant des prises des corsaires français attaquant les navires américains commerçant avec Saint-Domingue:
| Année   | 1797 | 1798 | 1799 | 1800 | 1801  |
| Tonnage | 32,5 | 46,1 | 76,5 | 84   | 116,6 |

Toussaint Louverture se retrouve lui à la tête d'un pays beaucoup plus puissant qu'aujourd'hui, qui assurait en 1790 la moitié de l'offre mondiale de café et de coton et le tiers du sucre, pour une très forte rentabilité. Les exportations de l’île se comparaient favorablement avec celles des États-Unis, qui allaient à 15 % vers Saint-Domingue, malgré une population blanche de seulement 40 000 habitants. Le commerce passe par près de 500 navires et le Massachusetts compte à lui seul 60 distilleries, transformant la molasse des Antilles en rhum. L’armée et le revenu annuel de Saint-Domingue étaient plus grands que ceux d’aucune puissance européenne de second rang. Les deux villes principales de la colonie, le Cap Français et le Port Républicain (Port-au-Prince), étaient presque aussi grandes que New York. Le Cap Français était incomparablement mieux construit qu’aucune ville américaine. 
Cette richesse s'était fortement accrue dans les quinze dernières années précédant la révolte noire, en particulier après la guerre d'indépendance américaine qui permit aux planteurs blancs de s'approvisionner en produits américains meilleur marché qu'avant et vit Saint-Domingue, pourtant pas plus grande que l'Irlande, produire deux fois plus que toutes les colonies anglaises réunies. Dans la dernière décennie, les esclaves arrivent au rythme de 30 000 à 40 000 par an, et sur les treize ports capables de faire du commerce international, deux contrôlent la moitié du trafic des denrées.
La plupart arrivent après avoir passé au moins quinze ans sur le sol africain et une majorité sont des prisonniers de guerre du Congo où avait lieu une très violente guerre civile, ce qui fait que les esclaves de Saint-Domingue sont les plus jeunes et les plus formés au combat de toute la Caraïbe, selon la contribution à un colloque de l'historienne Anna Maria Oliveira.
Malgré cela, Napoléon envoya son beau-frère, le général Leclerc, à la tête de l'expédition de Saint-Domingue, la plus puissante armée qui avait jamais traversé l’Atlantique, pour soumettre Toussaint Louverture, en recevant le soutien écrit du président américain élu en 1800 Thomas Jefferson.
Les réactions des propriétaires d’esclaves du sud des États-Unis ont influencé la politique de Jefferson face à Haïti, surtout après les conspirations d’esclaves dans la région de Richmond en 1800 et 1802 (Gabriel Plot et Easter Plot). La découverte de préparatifs pour une insurrection provoqua une grande peur parmi la population blanche de Virginie, et déclencha en réaction une campagne de terreur contre les rebelles. La loyauté de Jefferson envers les planteurs de Virginie se manifeste dans une lettre à Rufus King, où Jefferson soulignait la vulnérabilité du sud de son pays, en disant: "The course of things in the neighboring islands of the West Indies appears to have given a considerable impulse to the minds of the slaves in different parts of the US.". Pendant des décennies, les politiciens du sud des États-Unis vont s'exprimer en termes très agressifs contre Haïti, attitude qui contrasta avec celle de la Grande-Bretagne.

## Chronologie
- juillet 1793 : une première flotte[19] de réfugiés français de Saint-Domingue en Amérique dans la baie de la Chesapeake[20]
- 19 février 1794 : traité de Whitehall entre les Anglais et les colons de Saint-Domingue, la Martinique et la Guadeloupe
- 5 mai 1794 : Toussaint effectue une volte-face. Son armée défait en 15 jours ses anciens alliés espagnols et enlève une dizaine de villes.
- juillet 1795 : la Convention élève Toussaint au grade de général de brigade.
- mars 1796, il sauve Laveaux, qui le nomme lieutenant général de la colonie
- mai 1796 : retour de Sonthonax comme commissaire civil
- août 1796 : le Directoire élève Toussaint au grade de général de division
- septembre 1796 : Toussaint fait élire Lavaux et Sonthonax comme députés auprès du Directoire, le premier part dès octobre
- août 1797 : Toussaint demande par écrit à Sonthonax de partir[21]
- 4 septembre 1797 : coup d'État du 18 fructidor an V,  par les trois Directeurs (dont Paul Barras) soutenus par l'armée, renforcement de l'exécutif au détriment du législatif.
- début mars 1798 : le général Thomas Maitland prend la tête de l'armée anglaise[6]
- mars 1798 : vague de désertions chez les Noirs enrôlés par les Anglais, qui perdent plusieurs forts[7]
- 27 mars 1798 : Gabriel Marie Joseph d'Hédouville, arrive dans l'île
- 30 mars 1798 : l'armistice permet à Toussaint Louverture de régler les détails de la retraite anglaise avec Thomas Maitland
- 27 avril 1798 : le congrès américain vote des crédits militaires pour construire 12 navires de guerre
- 1798 : Daniel Clark, marchand de coton du Natchez District obtient la suppression de la taxe de 21 % sur les biens exportés à la zone franche de la Nouvelle-Orléans[22].
- mi-1798 : le secrétaire d'État américain Timothy Pickering confirme que les États-Unis accepteraient la reprise des relations commerciales en cas de victoire de Toussaint Louverture
- 6 juillet 1798 : le président John Adams rend public le rapport de l'affaire XYZ, vague de sentiment anti-Français
- 7 juillet 1798 : le Congrès américain abroge tous les traités avec la France, début de la quasi-guerre
- 7 juillet 1798 : le Congrès américain vote la "taxe directe" pour financer la construction d'une marine de guerre[23]
- 14 juillet 1798 : le Congrès américain porte la "taxe directe" à 2 millions de dollars pour être pris au sérieux, car l'US Navy est toujours indigente[23]
- 31 août 1798 : les Britanniques abandonnent Saint-Domingue
- 16 octobre 1798 : révolte des Noirs contre  Gabriel Marie Joseph d'Hédouville
- 23 octobre 1798 :Gabriel Marie Joseph d'Hédouville forcé de rembarquer précipitamment par les ex-esclaves
- novembre 1798 : Toussaint envoie Joseph Bunuel négocier à Philadelphie et le congrès vote un amendement autorisant le président à exempter Haïti de l'embargo[24]
- novembre 1798 : Joseph Bunuel rencontre les principaux marchands de Philadelphie[8]
- 1798 : 600 navires américains sillonnent la Caraïbe[25], en majorité à destination d'Haïti[26], qui a sept fois plus d'échange avec les États-Unis que la France[27].
- 18 janvier 1799 : John Adams envoie à Paris des négociateurs dans l'espoir du futur traité de Mortefontaine.
- février 1799 : le congrès américain, dominé par les fédéralistes, vote une loi abolissant l'embargo
- 4 mars 1799 : le secrétaire d'État américain confirme que le président John Adams serait heureux de la reprise des échanges commerciaux
- 25 mars 1799 : décret Louverture-Roume ouvrant les ports haïtiens aux navires américains[28]
- avril 1799 : le docteur Andrew Stevens nommé officiellement consul général des États-Unis à Saint-Domingue
- 13 juin 1798 : le docteur Andrew Stevens signe la convention commerciale tripartite de 1799
- juin 1799 :Rigaud engage les hostilités contre Toussaint Louverture
- novembre 1799 : sept navires de commerce américains (armés)[20] par jour au Cap Français[29]
- 1800 : traité de Mortefontaine pour la fin de la quasi-guerre
- 3 juillet 1801 : Toussaint Louverture proclame une constitution autonomiste
- 1801 : première guerre barbaresque, déclarée par les dey de Tripoli aux États-Unis
- janvier 1802 : expédition de Saint-Domingue, Louis-André Pichon, ambassadeur de France aux États-Unis, se démène pour assurer un bon approvisionnement à l'armée de Leclerc mais déplore la sècheresse de celui-ci envers les marchands américains, au point que les deux hommes cesseront de s'écrire[30],[31].
- 1er octobre 1802 : Juan Ventura Morales, l'intendant espagnol, veut suspendre la zone franche de la Nouvelle-Orléans